# Општина Пуј (Хунедоара)
Пуј (рум. Pui) општина је у Румунији у округу Хунедоара.
Oпштина се налази на надморској висини од 443 m.